# Дацки (Житомирская область)
Дацки (укр. Дацьки) — село на Украине, находится в Чудновском районе Житомирской области.
Код КОАТУУ — 1825880402. Население по переписи 2001 года составляет 142 человека. Почтовый индекс — 13225. Телефонный код — 4139. Занимает площадь 1,05 км².
В селе родился Герой Социалистического Труда Павел Тарасюк.

## Адрес местного совета
13225, Житомирская область, Чудновский р-н, с. Бабушки, ул. Ленина, 30